# 早稲田嘉夫
早稲田 嘉夫（わせだ よしお、1945年10月22日 - ）は、日本の材料工学者。工学博士。東北大学名誉教授。国立大学法人東北大学理事・副総長、京都大学大学院教授、ペンシルベニア大学客員教授、日本金属学会会長などを歴任。紫綬褒章受章。公益財団法人電磁材料研究所の理事長。

## 人物・経歴
愛知県出身。岡崎市の中学校を経て、1964年愛知県立岡崎高等学校卒業。1968年名古屋工業大学金属工学科卒業。名古屋工業大学で師事した矢島悦次郎の勧めで、1973年東北大学大学院工学研究科金属材料工学専攻博士課程修了、工学博士、東北大学選鉱製錬研究所助手。
1977年トロント大学冶金学科客員教授。1980年東北大学選鉱製錬研究所講師。1981年東北大学選鉱製錬研究所助教授。1982年ペンシルベニア大学材料学科客員教授。1986年東北大学選鉱製錬研究所教授。1990年東北大学選鉱製錬研究所所長。1992年東北大学素材工学研究所長。1998年東北大学素材工学研究所所長。1999年京都大学大学院エネルギー科学研究科教授併任。
2001年東北大学多元物質科学研究所所長。2002年東北大学副学長。2003年資源・素材学会会長、日本技術者教育認定機構理事。2004年国立大学法人東北大学理事・副総長。2005年国立大学法人東北大学理事、東北大学情報シナジー機構長、日本金属学会会長、日本学術会議会員、日本高温学会評議員。2009年東北大学名誉教授。令和元年の春の叙勲で瑞宝中綬章受章。
2023年6月公益財団法人電磁材料研究所の理事長に就任。

## 著書
- 『冶金物理化学演習：基礎と応用』（大谷正康, 水渡英昭と共著）丸善 1975年
- 『理工系学生・エンジニアのための熱力学：問題とその解き方』アグネ技術センター 1985年
- 『X線構造解析：原子の配列を決める』（松原英一郎と共著）内田老鶴圃 1998年
- 『演習X線構造解析の基礎：必修例題とその解き方』（松原英一郎、篠田弘造と共著）内田老鶴圃 2008年
- 『矢澤彬の熱力学問題集』（大藏隆彦, 森芳秋, 岡部徹, 宇田哲也と共編）内田老鶴圃 2011年
- 『湿式プロセス：溶液・溶媒・廃水処理』（佐藤修彰と共編）内田老鶴圃 2018年

## 受賞
- 2020年 河北文化賞[4]
- 2019年 瑞宝中綬章[3]
- 2010年 本多記念賞[1]
- 2007年 インド材料学会名誉会員[2]
- 2006年 日本金属学会論文賞[5]
- 2006年 資源・素材学会論文賞[5]
- 2005年 紫綬褒章[2]
- 2004年 日本金属学会 村上記念賞[5]
- 2003年 資源・素材学会論文賞[5]
- 2000年 The Minerals, Metals & Materials Society TMSリーダーシップアワード [5]
- 1995年 高温学会論文賞[5]
- 1995年 日本鉄鋼協会西山記念賞[5]
- 1993年 日本金属学会金属組織写真賞[5][2]
- 1993年 日本金属学会技術開発賞[2]
- 1991年 インド材料学会論文賞[2]
- 1989年 日本金属学会論文賞（金属物性部門）[5]
- 1986年 日本金属学会論文賞（金属物性部門）[5]
- 1986年 日本金属学会功績賞（金属物理部門）[5]
- 1985年 科学計測振興会賞[5]
- 1984年 村上記念会村上奨励賞[5]
- 1983年 日本金属学会論文賞（金属化学部門）[5]